# Mathias-Stinnes-Siedlung

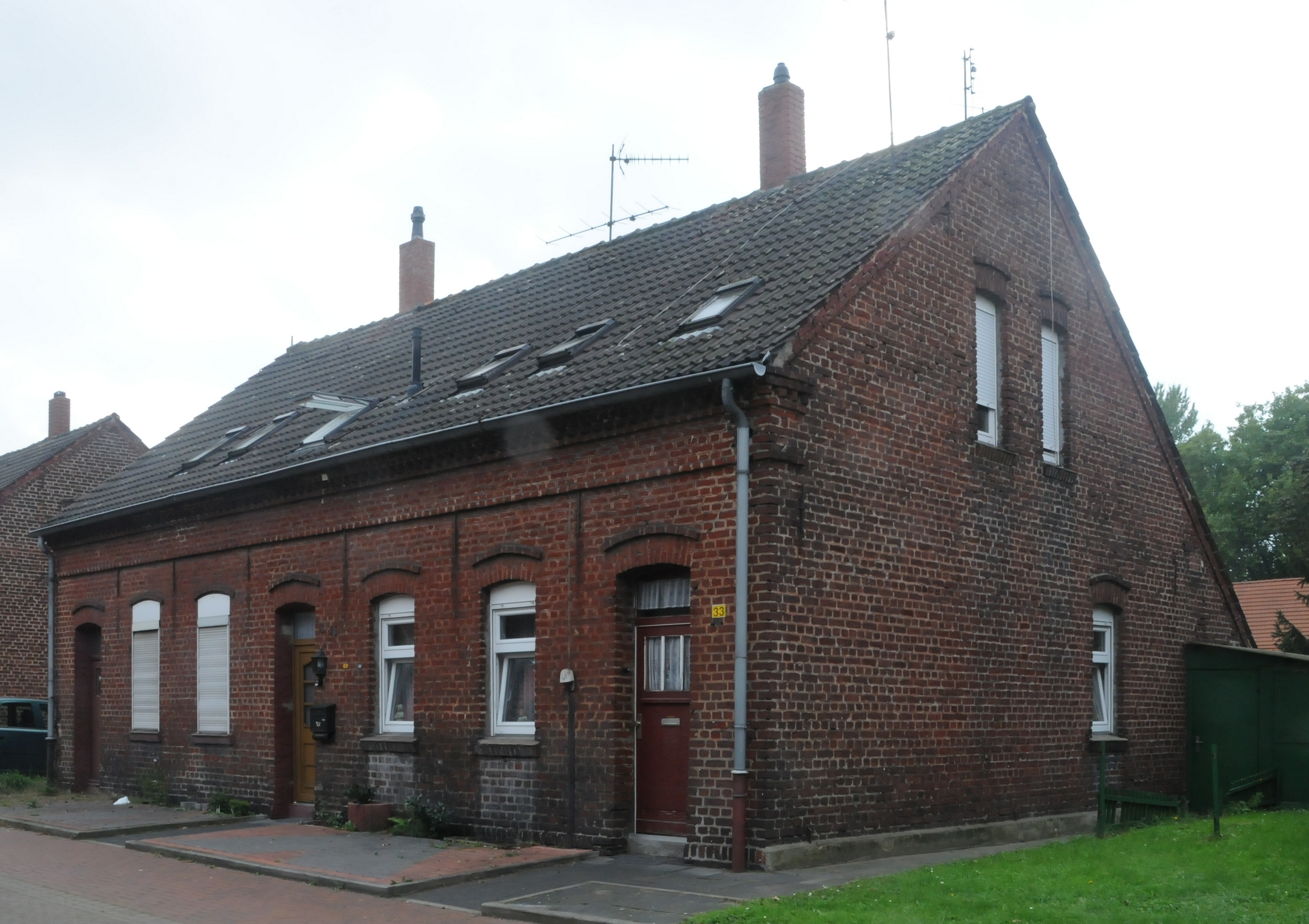
Spakenbroich 33

Die Mathias-Stinnes-Siedlung in Essen-Karnap, rings um die Hattramstraße gelegen, macht fast ein Drittel des Ortsteils aus. Sie wurde von 1890 bis 1910 für die Bergarbeiter der 1872 gegründeten und 1972 stillgelegten Zeche Mathias Stinnes errichtet, die zumeist aus Ostpreußen und Westpreußen stammten. Der erste Bauabschnitt umfasste 26 Dreifamilienhäuser für Arbeiter und 8 Zweifamilienhäuser für Beamte. Der zweite, von 1898 bis 1910 ausgeführte Bauabschnitt umfasste weitere 70 Häuser. Die Rangordnung der Beschäftigten ist an den Häusern ablesbar. Die Siedlung steht seit 2005 unter Denkmalschutz.